# ۹۱۳ (خورشیدی)
۹۱۳ نهصد و سیزدهمین سال هجری خورشیدی است.

## رویدادها
- شاه تهماسب یکم برای سومین بار به خراسان در سال ۹۱۳ (۹۴۱ ق.) لشکرکشی کرد و سام میرزا - برادرش - را که نوجوانی بیش نبود به فرمانداری هرات برگزید و للگی او را به آغزیوار خان سپرد.